# Anirut Suebyim
Anirut Suebyim (tiếng Thái: อนิรุตน์ สืบยิ้ม), là một cầu thủ bóng đá từ Thái Lan.